# 라르스 포르세나

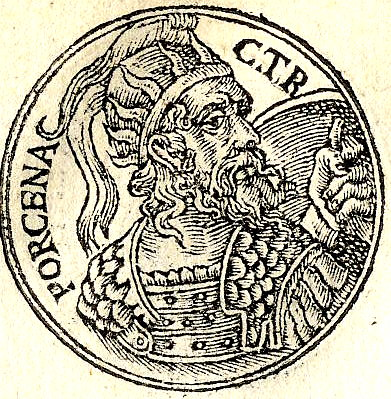

라르스 포르세나(Lars Porsena) 또는 포르세나(에트루리아어: Pursenas)는 로마시와의 전쟁으로 유명한 에트루리아인 왕(lar)이었다. 클루지움(Clusium, 에트루리아어: Clevsin, 현대 표기: Chiusi)시를 통치했다. 그의 통치 시기는 확실하지 않지만 로마 자료에 따르면 기원전 508년경에 전쟁이 발발한 것으로 추정된다.